# Giorgio I di Gran Bretagna
Giorgio Ludovico di Hannover, asceso al trono con il nome di Giorgio I di Gran Bretagna (Hannover, 28 maggio 1660 – Osnabrück, 11 giugno 1727), è stato elettore di Hannover del Sacro romano Impero dal 23 gennaio 1698 fino alla sua morte e re di Gran Bretagna e d'Irlanda dal 1º agosto 1714 fino alla sua morte.
Nato in Germania, ereditò molte terre della Bassa Sassonia da suo padre e dagli zii e i suoi domini si espansero notevolmente, a seguito di lunghe guerre di successione. Nel 1682 sposò la cugina Sofia Dorotea di Celle, con la quale ebbe due figli; ebbe anche tre figlie con la sua amante Melusine von der Schulenburg. Giorgio e Sofia Dorotea divorziarono nel 1694. All'età di 54 anni divenne il primo re inglese appartenente alla Casa di Hannover. Nonostante fossero molti gli aspiranti al trono più vicini alla regina precedente, Anna, sua madre Sofia venne designata come legittima continuatrice della dinastia, in quanto nipote diretta in linea femminile di Giacomo I, dall'Act of Settlement del 1701, vista la sua fede protestante. Salì quindi al trono Giorgio, in quanto Sofia morì alcuni mesi prima di Anna.
I Giacobiti cercarono di deporre più volte Giorgio per mettere al suo posto Giacomo Francesco Edoardo Stuart, figlio cattolico di Giacomo II e fratello delle regine Maria e Anna, ma non vi riuscirono mai. Durante il regno di Giorgio i poteri della monarchia diminuirono e la Gran Bretagna iniziò la transizione verso il moderno sistema di gabinetto guidato da un primo ministro. Verso la fine del suo regno, il potere politico effettivo era detenuto da Sir Robert Walpole, ora riconosciuto come il primo a ricoprire de facto la carica di primo ministro della Gran Bretagna. Giorgio morì di ictus durante uno dei frequenti viaggi compiuti nella sua amata terra natia di Hannover, nel 1727. È stato l'ultimo monarca britannico a essere sepolto fuori dal Regno Unito.
Giorgio I non fu mai popolare tra i suoi sudditi. Molti inglesi, tra cui la nobildonna e scrittrice Mary Wortley Montagu, lo credevano poco intelligente, sulla base del fatto che era freddo e impacciato in pubblico. Si diceva anche che non parlasse inglese. Ciò era vero prima di diventare re d'Inghilterra e nei primi anni del suo regno, ma i documenti provano che in seguito diventò in grado di capire, parlare e scrivere l'inglese. Oltre al tedesco, sua lingua madre, parlava perfettamente il francese, conosceva bene il latino e aveva alcune conoscenze dell'italiano e dell'olandese.

## Biografia

### Giovinezza
Nato ad Hannover, in Germania, il 28 maggio 1660, fu il primogenito di Ernesto Augusto di Brunswick-Lüneburg, duca di Hannover, un principe tedesco, e di sua moglie, Sofia di Hannover, a sua volta figlia di Elisabetta Stuart di Boemia, una delle figlie del re d'Inghilterra Giacomo I d'Inghilterra.
Durante i suoi primi anni di vita egli rappresentò l'unico erede del padre e di altri tre zii senza successori o con sole figlie femmine, tutti con possedimenti in territorio germanico.
Nel 1664 sua madre lo lasciò in custodia a una nutrice per compiere un lungo soggiorno in Italia, mantenendo tuttavia una fitta corrispondenza con i suoi tutori relativa soprattutto alla sua educazione, che seguì personalmente al suo ritorno nel 1665. Tornata, la donna diede altri quattro figli maschi e una femmina a Ernesto Augusto. Sofia, nelle sue lettere, descrive Giorgio come un bambino coscienzioso e responsabile, sempre dedito a dare il buon esempio ai fratelli minori.
Il più anziano degli zii di Giorgio, Cristiano Luigi, morì senza eredi nel 1665: rimanevano tuttavia altri due zii e le probabilità che Giorgio ereditasse l'intero ducato erano scarse.
Il padre di Giorgio insegnò al figlio a cavalcare e a cacciare; e nel 1675 lo portò con sé nella Guerra d'Olanda con il preciso scopo di testare le sue capacità.
Nel 1679 morì un altro zio di Giorgio, Giovanni Federico, cosicché, secondo l'antica legge salica, egli divenne erede di tutti i territori di famiglia, con capitale a Hannover, senza dover spartire nulla con le cugine e con i fratelli. Rimaneva solo un altro zio, Giorgio Guglielmo, che ebbe solo una figlia, la futura moglie di Giorgio.

### Matrimonio
Lo stesso anno Giorgio sposò la sua prima cugina, Sofia Dorotea di Celle, fatto che gli assicurò il pieno controllo dei territori germanici di famiglia e gli fornì una considerevole dote.
Nel 1683 Giorgio e suo fratello Federico Augusto parteciparono alle guerre contro i Turchi e alla battaglia di Vienna a fianco del padre, che combatteva per conto dell'imperatore del Sacro Romano Impero Leopoldo I d'Asburgo. Nel frattempo sua moglie partoriva il suo primogenito, Giorgio Augusto. L'anno successivo Federico Augusto venne informato della nascita del nipote, che rappresentava per lui la fine di ogni speranza di ereditare qualche territorio del padre, come si era fino ad allora aspettato. Ebbe quindi inizio un violento litigio con il padre e il fratello che si concluse solo con la morte di Federico Augusto, che cadde in battaglia nel 1690. Con la prospettiva di una imminente formazione di un unico stato di Hannover e con i contributi che l'Hannover forniva nelle guerre in Europa, Ernesto fu nominato Principe Elettore del Sacro Romano Impero nel 1692.

Sofia Dorotea di Celle con i figli Giorgio II e Sofia Dorotea

Nel 1687 Sofia Dorotea partorì una bambina, che venne chiamata con il suo stesso nome, Sofia Dorotea; in seguito non fu mai più in stato interessante. Infatti i rapporti con il marito erano pessimi: Giorgio preferiva di gran lunga la compagnia della sua amante, Melusina von der Schulenburg, dalla quale ebbe due figlie, nel 1692 e nel 1693, e una terza nel 1701. Sofia Dorotea, a sua volta, frequentava il conte svedese Philip Christoph Königsmarck. Ben presto i due amanti minacciarono di fuggire assieme e la corte di Hannover, con in testa il fratello di Giorgio, cercò in ogni modo di convincerli a desistere, per evitare uno scandalo di enormi proporzioni. Secondo fonti avverse agli Hannover, nel 1694 il principe Ernesto ordinò a quattro suoi cortigiani, che furono per questo pagati una somma ingente di denaro, di eliminare il conte. L'assassinio avvenne e il corpo del nobiluomo, appesantito con alcuni sassi, fu gettato nel fiume Leine. Fonti favorevoli a Casa Hannover, inclusa la principessa Sofia, negarono sempre persino di aver sentito il nome Königsmarck.
Il matrimonio di Giorgio e Sofia Dorotea fu dissolto, non tanto per il fatto che entrambi avevano commesso adulterio, quanto per il fatto che ella aveva avuto l'ardire di minacciare di fuggire dal marito, discreditando il suo nome in tutte le corti europee. Con la complicità del padre, Giorgio fece rinchiudere l'ex moglie nel castello di Ahlden, nella città natale di Sofia Dorotea, Celle. Le furono negate la possibilità di vedere i suoi figli e di sposarsi una seconda volta. Vista la sua posizione, le fu donato comunque un reddito e le fu permesso di passeggiare non accompagnata nei giardini del castello, dentro una carrozza scortata, al di fuori.

### Principe di Hannover

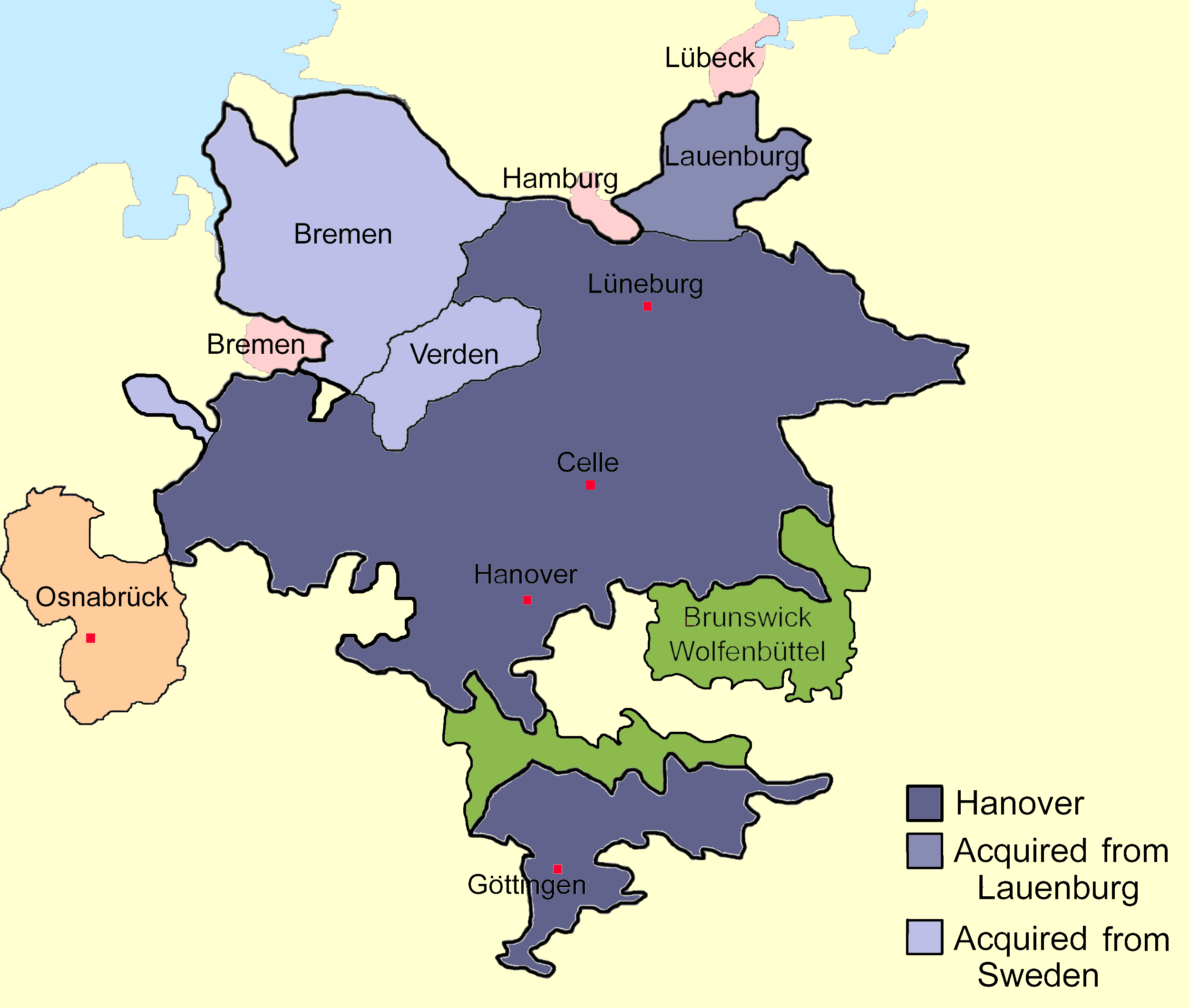
Mappa dell'Hannover attorno al 1720.

Ernesto Augusto morì il 23 gennaio del 1698 e Giorgio ereditò tutti i suoi territori con l'eccezione della Diocesi di Osnabrück, retta da un principe vescovo. Giorgio divenne quindi Principe di Hannover, Elettore del Sacro Romano Impero e gli venne dato l'incarico imperiale di Arci-Araldo. La sua corte di Hannover divenne una tra le più ferventi culturalmente d'Europa, grazie alla presenza del filosofo e matematico Gottfried Leibniz e del compositore Georg Friedrich Händel, che il re Giorgio ritroverà in Inghilterra.
Il musicista, infatti aveva chiesto e ottenuto il permesso di andare in viaggio a Londra a patto che fosse poi ritornato a Hannover. Ma Haendel, una volta stabilitosi nella capitale inglese non fece più ritorno. Il destino volle che il principe di Hannover diventasse re d'Inghilterra e una volta giunto a Londra si ritrovasse davanti il buon Haendel.
Il re Giorgio perdonò Haendel che divenne il musicista incaricato di celebrare i fasti della monarchia.
Qualche tempo dopo che Giorgio ebbe ereditato tutta la fortuna paterna morì il duca di Gloucester Federico, unico figlio della regina Anna ed erede al trono di Inghilterra. Il Parlamento inglese approvò così l'Act of Settlement nel 1701, con il quale si lasciava in eredità il trono, in caso di assenza di eredi diretti del re e della regina, solamente a discendenti di fede protestante, escludendo così il ramo cattolico degli Stuart. Se dunque la regina Anna fosse morta senza eredi, sarebbe divenuta regina d'Inghilterra la madre di Giorgio, Sofia, che era la parente protestante più vicina alla famiglia reale inglese. Oltre cinquanta cattolici più vicini per parentela rispetto a Sofia erano stati evitati, visto anche che una loro conversione al protestantesimo sembrava una possibilità remota.
Ad agosto del 1701 Giorgio divenne membro del prestigioso Ordine della Giarrettiera e dopo sei settimane morì il più vicino pretendente al trono, l'ex re cattolico Giacomo II, in esilio nella città francese di Saint-Germain-en-Laye. Guglielmo III morì all'inizio di marzo e Sofia divenne l'unica erede al trono d'Inghilterra alla morte della regina Anna. Sofia aveva settantuno anni ed era più anziana di Anna di trentacinque anni ma, piena di energia, cercò subito in tutti i modi di assicurare a lei o al figlio una sicura strada per divenire sovrani d'Inghilterra: Sofia e Giorgio vennero considerati cittadini inglesi e vennero approvati numerosi ed essenziali dettagli per la successione. Lo stesso anno morì l'ultimo zio di Giorgio, che così divenne signore anche del principato di Lüneberg-Grubenhagen e di Celle.

Lo stemma di Casa Hannover.

Poco dopo l'ascesa di Giorgio come signore di Hannover, scoppiò la guerra di successione spagnola. Al centro dell'attenzione era il diritto di Filippo, nipote del re di Francia Luigi XIV di succedere al re di Spagna Carlo II. Le Province Unite, il Sacro Romano Impero, l'Inghilterra, l'Hannover e molti altri stati germanici posero il loro rifiuto temendo che, una volta controllata anche la Spagna, la Francia sarebbe divenuta una minaccia troppo potente per l'equilibrio europeo. Giorgio, con l'inizio delle ostilità, diede l'ordine di invadere il ducato di Brunswick-Wolfenbüttel, alleato della Francia, che divenne poco dopo territorio sotto il suo controllo.
Nel 1706 Massimiliano II Emanuele di Baviera fu spogliato di tutti i titoli e i privilegi, poiché aveva schierato le sue forze in aiuto dei francesi, contro l'Impero. Lo stesso anno a Giorgio fu affidato un importante incarico, quello di controllare le manovre militari degli eserciti alleati sul Reno. Le operazioni sul Reno tuttavia non ebbero risultati rilevanti, a causa del tradimento di John Churchill, potente generale inglese alleato di Giorgio, e visto anche che l'imperatore Giuseppe aveva trattenuto presso di sé i fondi destinati all'armata di Giorgio. In ogni caso nel 1708 il titolo di Principe Elettore fu riconfermato a Giorgio e riconosciuto da Paesi Bassi e Inghilterra.
Nel 1713, con il Trattato di Utrecht, si pose fine alle ostilità; Filippo divenne re di Spagna con il nome di Filippo V, ma gli venne interdetta la possibilità di divenire anche re di Francia e l'elettore di Baviera fu reintegrato nella sua posizione.

### Re di Gran Bretagna

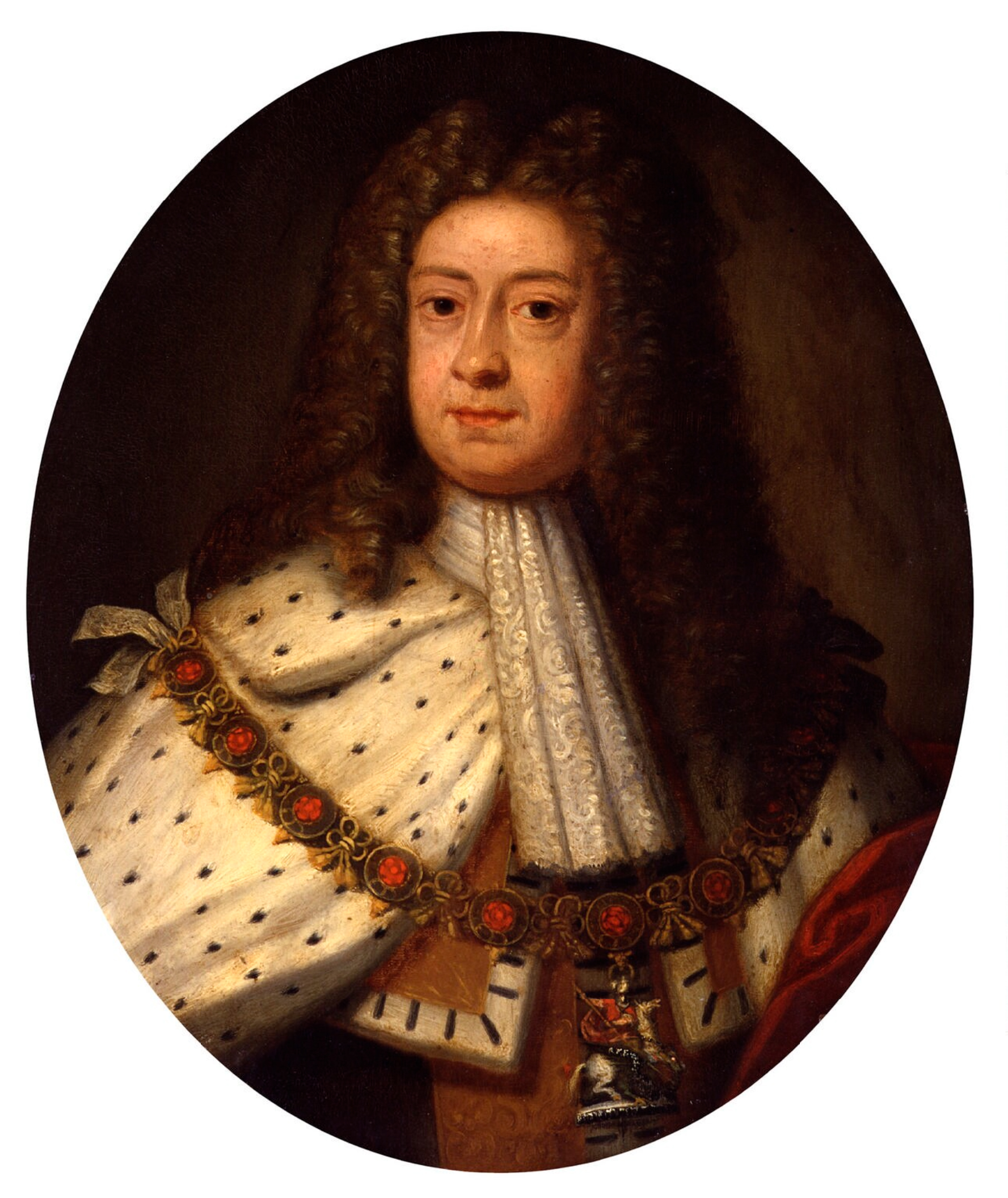
Giorgio I, re di Gran Bretagna, in un ritratto di Sir Godfrey Kneller.

In realtà solo il Parlamento inglese aveva accettato la linea di successione imposta dall'Act of Settlement; il Parlamento scozzese non era ancora in accordo e decise di riconoscere come re un membro della casa Hannover solamente se fossero state concesse ai mercanti scozzesi agevolazioni di scambio in territorio inglese così come nelle colonie.
Nel 1707, con l'Atto di Unione, Inghilterra e Scozia si unirono in un'unica entità territoriale: il Regno di Gran Bretagna.
La madre di Giorgio, la principessa Sofia, morì il 28 marzo 1714 all'età di ottantatré anni a Hannover nei giardini reali di Herrenhausen. Ora Giorgio era il discendente unico della regina Anna. La salute di quest'ultima andava peggiorando, tanto che perse completamente la voce a causa di un ictus il 30 luglio 1714 per poi morire due giorni dopo, la mattina del 1º agosto 1714. Giorgio fu proclamato re di Gran Bretagna e Irlanda. Riuscì ad arrivare a Londra soltanto il 18 settembre a causa di venti contrari che l'avevano trattenuto a L'Aia. Giorgio I fu incoronato solennemente nell'abbazia di Westminster il 20 ottobre.

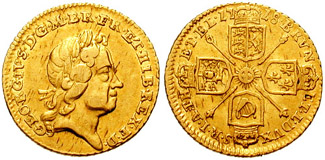
Dritto e rovescio di una moneta da un quarto di ghinea del re Giorgio I, 1718

Dal 1714 Giorgio visse principalmente in Gran Bretagna anche se tornò alla sua corte di Hannover nel 1716, nel 1719, nel 1720, nel 1723 e nel 1725; in totale il sovrano trascorse circa un quinto del suo periodo da re in Germania. Durante i periodi di assenza del re, il potere era affidato a un Consiglio di Reggenza e non al figlio, Giorgio Augusto principe di Galles, con il quale non ebbe mai rapporti pacifici.
A un anno dall'incoronazione di Giorgio, il partito Whig ottenne una schiacciante vittoria alle elezioni del 1715. Molti esponenti del partito conservatore si allearono così con i Giacobiti e presero parte alla rivolta, nota sotto il nome di "rivolta del Quindici", che aveva come obiettivo il mettere sul trono inglese il cattolico Giacomo Francesco Edoardo Stuart chiamato Pretender, figlio dell'esiliato Giacomo II. Tuttavia la rivolta fu male organizzata: nonostante non fossero pochi coloro che vi aderirono, mancarono i fondi e gli armamenti e l'esercito dei rivoltosi era male organizzato. A guidarlo era John Erskine un nobile scozzese amareggiato per la presenza di un nuovo sovrano protestante, che aveva preso parte con entusiasmo anche alla gloriosa rivoluzione.
Vedendo che la situazione stava precipitando Erskine e Giacomo fuggirono in Francia nel 1716, lasciando in Inghilterra molti loro sostenitori. Giorgio I decise di adottare clemenza e molti congiurati furono perdonati o al massimo cacciati dal regno.
Giorgio a questo punto non poté che appoggiare il partito Whig, che vinse le elezioni per cinquant'anni senza interruzioni.

#### Il difficile rapporto con il figlio Giorgio Augusto
Giorgio ebbe sempre un difficoltoso rapporto con il suo figlio primogenito, Giorgio Augusto, Principe di Galles.
Uno dei primi motivi di contrasto fu il fatto che, nello scandalo che sfociò nel divorzio dei genitori, Giorgio Augusto prese le parti della madre.
Dopo il loro arrivo in Inghilterra il principe di Galles incorse spesso nelle ire paterne per la sua tendenza ad appoggiare i partiti politici avversi al sovrano.
Quando la principessa Carolina, nuora del re, partorì nel 1717 il principe Giorgio Guglielmo, sorse una grande disputa tra il padre del neonato, Giorgio Augusto, e il nonno, Giorgio I. Al battesimo Giorgio Augusto scelse come padrino per il figlio Thomas Pelham-Holles, duca di Newcastle ,avversato profondamente dal re, mentre Giorgio I aveva proposto per quel ruolo suo fratello Ernesto Augusto II di Hannover, duca di York e Albany. Quando Giorgio Augusto mostrò il suo disappunto per l'interessamento paterno, rifiutando pubblicamente la proposta, il re lo chiuse per qualche tempo in prigione per poi spogliarlo di qualsiasi privilegio, escludendolo dalle cerimonie civili e religiose e facendolo allontanare dalla residenza reale del palazzo di St. James assieme alla sua famiglia e alla sua corte. Il principe dovette così trasferirsi e la sua nuova residenza londinese, Leicester House, fu un punto di ritrovo per molti avversari politici del re, come sir Robert Walpole. Questi ebbe un ruolo di prim'ordine nel riavvicinamento tra Giorgio I e suo figlio nel 1720.

### Guerra e ribellione
Giorgio I ebbe un ruolo attivo nella politica estera e militare del regno. Fu infatti uno dei maggiori artefici della Triplice Alleanza che vedeva riunite Gran Bretagna, Francia e Paesi Bassi contro la Spagna di Filippo V. Nel 1718 si unì alla coalizione anche il Sacro Romano Impero, cosicché il nome variò e divenne Quadruplice Alleanza. Il motivo dell'alleanza era simile a quello della guerra di successione spagnola. Alla morte di Luigi XIV, il Re Sole, avvenuta nel 1715 a Versailles per complicazioni in seguito a una gamba andata in gangrena, suo nipote Filippo re di Spagna tentò di rovesciare il trattato di Utrecht, che gli impediva di succedere al nonno e di divenire re di Francia.
Filippo V decise di aiutare una ribellione giacobita che stava prendendo forma in Scozia: inviò così una piccola flotta a supporto che però, a causa di sfavorevoli condizioni meteorologiche, riuscì a effettuare lo sbarco di appena trecento soldati. Gli scozzesi e gli spagnoli presero come base il castello di Eilean Donan. Da qui partirono per Londra; tuttavia l'esercito era costituito da pochi uomini, male armati e totalmente disorganizzati. L'artiglieria reale li individuò e li sconfisse completamente nella battaglia di Glen Shiel. I ribelli scozzesi si ritirarono nella regione montuosa delle Highlands, e gli spagnoli si arresero. Anche sul continente europeo gli eserciti spagnoli furono sconfitti e Filippo rinunciò al suo proposito. Francia e Spagna non vennero unificate.
Intanto l'Hannover trasse vantaggio anche dalla Grande guerra del Nord che vide scendere in campo le armate della Russia contro quelle della Svezia per il controllo del Mar Baltico. La Svezia cedette al principato di Hannover le città di Brema e Verden in cambio di un compenso in denaro.

### Ultimi anni

#### Amministrazione

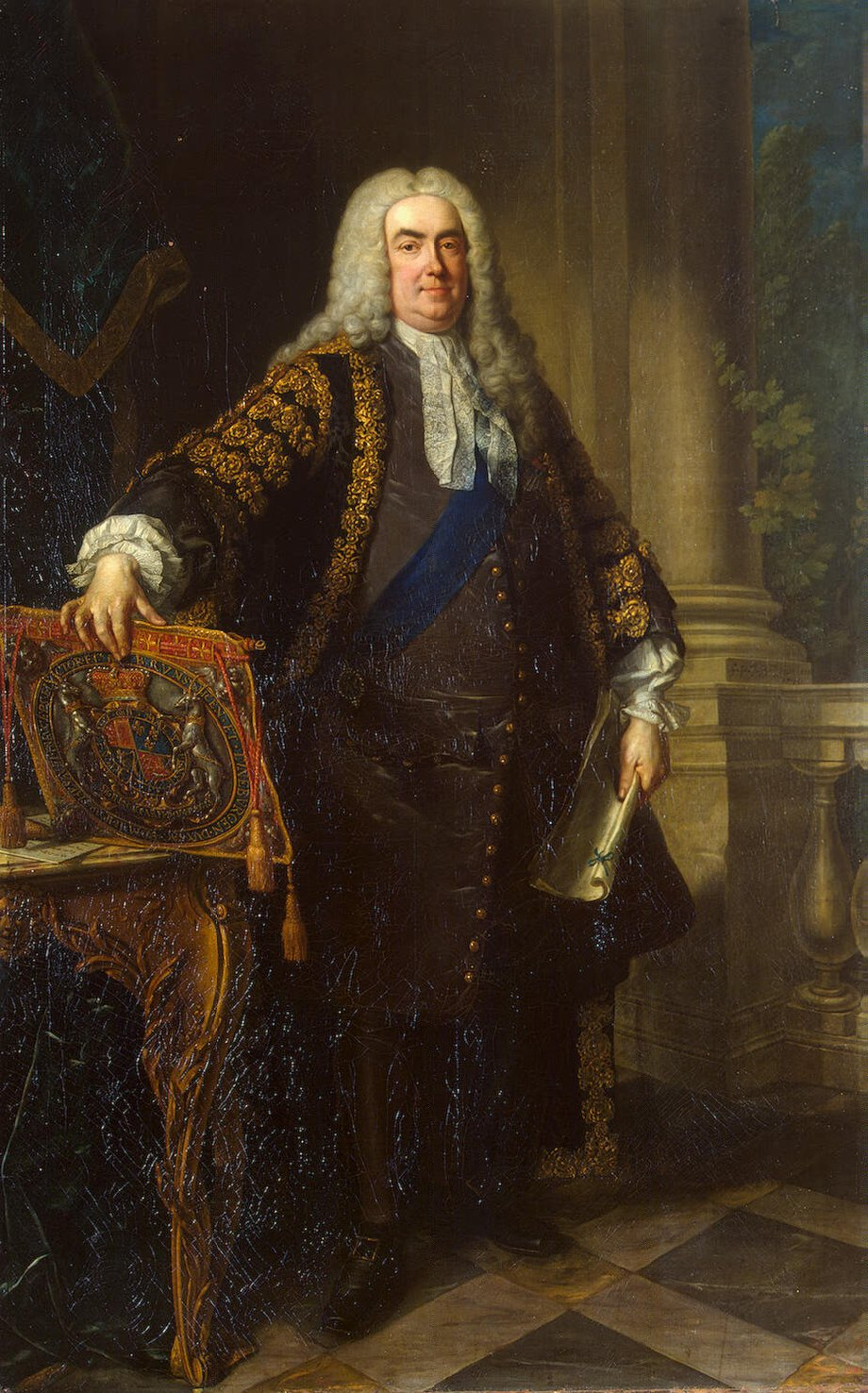
Robert Walpole in un ritratto di Jean-Baptiste van Loo.

L'Hannover era uno stato dove vigeva l'assolutismo monarchico. Il sovrano aveva totale controllo sugli uffici amministrativi e sulle cariche pubbliche e politiche, sulle spese, ed era comandante in capo dell'esercito di Hannover. In Gran Bretagna non era così, poiché il monarca doveva per legge essere affiancato da un Gabinetto di ministri e dal Parlamento inglese.
Nel 1715, quando le elezioni furono vinte dal partito Whig, il consiglio dei ministri di Giorgio era composto da Robert Walpole, Charles Townshend, cognato di Walpole, James Stanhope e Charles Spencer. In breve tempo tuttavia sia Walpole sia Lord Townshend rassegnarono le loro dimissioni.
In seguito, su consiglio di Walpole, che era tornato al governo, Giorgio istituì nuovamente l'Ordine del Bagno, ordine cavalleresco inglese di origini medioevali. In questi anni Walpole era divenuto estremamente potente, tanto che, al contrario di quanto avveniva all'epoca della regina Anna, non si convocarono se non di rado riunioni tra il sovrano e i suoi ministri, poiché i colloqui avvenivano direttamente tra il re e Walpole, in privato. Nonostante il grande potere che era riuscito ad assumere, Walpole non smise mai di temere il re, tanto che alla fine del regno di quest'ultimo temette di essere allontanato per una seconda volta dalla carica di Primo Ministro.

#### La morte ad Hannover
Ma questo non avvenne, poiché Giorgio morì durante una visita nella sua amata terra di Hannover. Il 9 giugno del 1727, mentre viaggiava con la sua carrozza tra due cittadine della Bassa Sassonia, si sentì male e venne subito portato nel castello del principe-vescovo presso Osnabrück. Qui si spense l'11 giugno e il suo corpo venne seppellito nella cappella della reggia di Hannover.
A prendere il suo posto come sovrano di Hannover e del Regno Unito fu il figlio Giorgio, principe di Galles, che governò con il nome di Giorgio II.

## Matrimonio e discendenza
Giorgio si sposò solamente una volta e contro la sua volontà. Il matrimonio con la sua prima cugina Sofia Dorotea di Celle, figlia di suo zio Giorgio Guglielmo di Brunswick-Lüneburg, fu organizzato dal padre e dalla madre per ottenere finalmente l'unione di tutti i territori del ducato di Hannover. Sofia Dorotea fu trattata con disprezzo dalla sua nuova famiglia, specialmente dalla suocera e dalla corte. Tuttavia, i primi anni trascorsero serenamente e la coppia ebbe due figli: 
- Giorgio II di Gran Bretagna (1683 - 1760), re di Gran Bretagna;
- Sofia Dorotea di Hannover (1687 - 1757), sposò il futuro Federico Guglielmo I di Prussia.

Dopo il tradimento di Sofia Dorotea con il conte svedese Philip Christoph Königsmarck, si ebbe il pretesto per un divorzio formale e Sofia Dorotea fu rinchiusa nel castello di Ahlden, vicino a Celle.
Sembrerebbe che dopo il divorzio dalla moglie Giorgio I sposasse in segreto l'amante Melusine von der Schulenburg, anche se non vi documenti in merito.
Rimane il fatto però che, quando ascese al trono, il sovrano condusse Melusine in Inghilterra con sé, la insignì del titolo di duchessa di Kendal e fece in modo che fosse trattata quasi come una regina.
Giorgio Augusto, nonostante il difficile rapporto con il padre, ereditò i possedimenti paterni, divenendo duca di Hannover e re di Gran Bretagna. Sofia Dorotea invece sposò Federico Guglielmo I, re in Prussia e suo cugino, essendo figlio di sua zia Sofia Carlotta di Hannover. 
Oltre alla moglie, Giorgio I ebbe numerosi amanti, fra cui Melusine von der Schulenburg, da cui ebbe tre figlie illegittime: 
- Anna Luisa Sofia von der Schulenburg (gennaio 1692 - 1773). Nel 1707 sposò Ernesto Augusto Filippo von dem Bussche-Ippenburg, da cui divorziò prima del 1714, senza discendenza. In seguito, nel 1722, fu creata contessa di Deliz dall'imperatore Carlo VI;
- Petronilla Melusine von der Schulenburg (1693 - 1778). Creata contessa di Walsingham vita natural durante, nel 1733 sposò Philip Stanhope, IV conte di Chesterfield, senza discendenza;
- Margarethe Gertrud von Oeynhausen (1701 - 1726). Nel 1722 sposò Albrecht Wolfgang, conte di Schaumburg-Lippe, da cui ebbe due figli: Georg Wilhelm (1722–1742), ucciso in duello all'età di 20 anni; e William (1724–1777), erede paterno.

Altre donne che si dice furono amanti del re includono:
- Leonora von Meyseburg-Züschen, vedova di un ciambellano alla corte di Hannover, e seconda moglie del luogotenente generale de Weyhe. Leonore era la sorella di Clara Elisabeth von Meyseburg-Züschen, contessa von Platen, che era stata l'amante del padre di Giorgio I, Ernesto Augusto, elettore di Hannover;
- Sophia Charlotte von Platen, in seguito contessa di Darlington (1673 – 20 aprile 1725), figlia di Clara Elizabeth von Platen. Più di recente, è stato dimostrato essere la sorellastra paterna del re, piuttosto che sua amante;
- Sophie Caroline Eva Antoinette von Offeln (2 novembre 1669 – 23 gennaio 1726), nota come la "Giovane contessa von Platen", sposò il conte Ernst August von Platen, fratello di Sophia Charlotte, nel 1697.

## Ascendenza
|                                       |                            |                                | Genitori                        |  |  | Nonni |  |  | Bisnonni                        |  |  | Trisnonni                       |  |
|                                       |                            |                                |                                 |  |  |       |  |  | Guglielmo di Brunswick-Lüneburg |  |  | Ernesto I di Brunswick-Lüneburg |  |
|                                       |                            |                                |                                 |  |  |       |  |  | Guglielmo di Brunswick-Lüneburg |  |  | Ernesto I di Brunswick-Lüneburg |  |
|                                       |                            | Sofia di Meclemburgo-Schwerin  |                                 |  |  |       |  |  | Guglielmo di Brunswick-Lüneburg |  |  |                                 |  |
| Giorgio di Brunswick-Lüneburg         |                            |                                |                                 |  |  |       |  |  | Guglielmo di Brunswick-Lüneburg |  |  |                                 |  |
|                                       |                            | Dorothea di Danimarca          | Cristiano III di Danimarca      |  |  |       |  |  |                                 |  |  |                                 |  |
|                                       |                            | Dorothea di Danimarca          | Cristiano III di Danimarca      |  |  |       |  |  |                                 |  |  |                                 |  |
|                                       |                            | Dorothea di Danimarca          | Dorotea di Sassonia-Lauenburg   |  |  |       |  |  |                                 |  |  |                                 |  |
| Ernesto Augusto di Brunswick-Lüneburg |                            | Dorothea di Danimarca          |                                 |  |  |       |  |  |                                 |  |  |                                 |  |
|                                       |                            | Luigi V d'Assia-Darmstadt      | Giorgio I d'Assia-Darmstadt     |  |  |       |  |  |                                 |  |  |                                 |  |
|                                       |                            | Luigi V d'Assia-Darmstadt      | Giorgio I d'Assia-Darmstadt     |  |  |       |  |  |                                 |  |  |                                 |  |
|                                       |                            | Luigi V d'Assia-Darmstadt      | Maddalena di Lippe              |  |  |       |  |  |                                 |  |  |                                 |  |
| Anna Eleonora di Assia-Darmstadt      |                            | Luigi V d'Assia-Darmstadt      |                                 |  |  |       |  |  |                                 |  |  |                                 |  |
|                                       |                            | Maddalena di Brandeburgo       | Giovanni Giorgio di Brandeburgo |  |  |       |  |  |                                 |  |  |                                 |  |
|                                       |                            | Maddalena di Brandeburgo       | Giovanni Giorgio di Brandeburgo |  |  |       |  |  |                                 |  |  |                                 |  |
|                                       |                            | Maddalena di Brandeburgo       | Elisabetta di Anhalt-Zerbst     |  |  |       |  |  |                                 |  |  |                                 |  |
| Giorgio I di Gran Bretagna            |                            | Maddalena di Brandeburgo       |                                 |  |  |       |  |  |                                 |  |  |                                 |  |
|                                       | Federico IV del Palatinato | Luigi VI del Palatinato        |                                 |  |  |       |  |  |                                 |  |  |                                 |  |
|                                       | Federico IV del Palatinato | Luigi VI del Palatinato        |                                 |  |  |       |  |  |                                 |  |  |                                 |  |
|                                       | Federico IV del Palatinato | Elisabetta d'Assia             |                                 |  |  |       |  |  |                                 |  |  |                                 |  |
| Federico V del Palatinato             | Federico IV del Palatinato |                                |                                 |  |  |       |  |  |                                 |  |  |                                 |  |
|                                       |                            | Luisa Giuliana d'Orange-Nassau | Guglielmo I d'Orange            |  |  |       |  |  |                                 |  |  |                                 |  |
|                                       |                            | Luisa Giuliana d'Orange-Nassau | Guglielmo I d'Orange            |  |  |       |  |  |                                 |  |  |                                 |  |
|                                       |                            | Luisa Giuliana d'Orange-Nassau | Carlotta di Borbone-Montpensier |  |  |       |  |  |                                 |  |  |                                 |  |
| Sofia del Palatinato                  |                            | Luisa Giuliana d'Orange-Nassau |                                 |  |  |       |  |  |                                 |  |  |                                 |  |
|                                       |                            | Giacomo I d'Inghilterra        | Enrico Stuart, Lord Darnley     |  |  |       |  |  |                                 |  |  |                                 |  |
|                                       |                            | Giacomo I d'Inghilterra        | Enrico Stuart, Lord Darnley     |  |  |       |  |  |                                 |  |  |                                 |  |
|                                       |                            | Giacomo I d'Inghilterra        | Maria I di Scozia               |  |  |       |  |  |                                 |  |  |                                 |  |
| Elisabetta Stuart                     |                            | Giacomo I d'Inghilterra        |                                 |  |  |       |  |  |                                 |  |  |                                 |  |
|                                       |                            | Anna di Danimarca              | Federico II di Danimarca        |  |  |       |  |  |                                 |  |  |                                 |  |
|                                       |                            | Anna di Danimarca              | Federico II di Danimarca        |  |  |       |  |  |                                 |  |  |                                 |  |
|                                       |                            | Anna di Danimarca              | Sofia di Meclemburgo-Güstrow    |  |  |       |  |  |                                 |  |  |                                 |  |
|                                       |                            | Anna di Danimarca              |                                 |  |  |       |  |  |                                 |  |  |                                 |  |

## Titolatura
- 28 maggio 1660-18 dicembre 1679: Sua Altezza il Duca Giorgio Ludovico (o Luigi) di Brunswick-Lüneburg
  - In tedesco: Herzog Georg Ludwig von Braunschweig und Lüneburg
- 18 dicembre 1679-ottobre 1692: Sua Altezza Giorgio Ludovico, Principe Ereditario di Brunswick-Lüneburg
- Ottobre 1692-23 gennaio 1698: Sua Altezza Serenissima Giorgio Ludovico, Principe Elettore di Hannover e Brunswick-Lüneburg
- 23 gennaio 1698-1º agosto 1714: Sua Altezza Serenissima Giorgio Ludovico, Elettore del Sacro Romano Impero e Principe Elettore, Duca di Brunswick-Lüneburg
  - In tedesco: Seine Churfürstliche Durchlauchtigste Hoheit Georg Ludwig - Des Heiligen Römischen Reiches Erzbannermeister und Kurfürst, Herzog von Braunschweig und Lüneburg (dopo il 1705, quando furono uniti i principati di Calenberg e Lüneburg: Principe Reale di Calenberg ad Hannover)
- 1º agosto 1714-11 giugno 1727: Sua Maestà Giorgio I, per la Grazia di Dio, re di Gran Bretagna, Francia e Irlanda, Difensore della Fede, Duca di Brunswick-Lüneburg, Arcitesoriere e Principe-Elettore del Sacro Romano Impero

Oltre a essere re d'Inghilterra, Scozia e d'Irlanda, Giorgio I era anche titolato, come consuetudine dei sovrani inglesi, a puro titolo nominale, re di Francia, rivendicazione che risaliva ai tempi del regno del re Edoardo III.